# Neckera abyssinica
Neckera abyssinica là một loài rêu trong họ Neckeraceae. Loài này được Müll. Hal. mô tả khoa học đầu tiên năm 1850.